# Ewa Swoboda
Ewa Nikola Swoboda (Żory, 26 luglio 1997) è una velocista polacca, campionessa europea indoor dei 60 metri piani a Glasgow 2019 e due volte campionessa europea under 23 dei 100 metri piani (Bydgoszcz 2017 e Gävle 2019).

## Progressione

### 100 metri piani
| Stagione | Tempo | Luogo        | Data      | Rank. Mond. |
| -------- | ----- | ------------ | --------- | ----------- |
| 2016     | 11"12 | Bydgoszcz    | 21-7-2016 | –           |
| 2015     | 11"24 | Sankt Pölten | 4-6-2015  | –           |
| 2014     | 11"30 | Nanchino     | 21-8-2014 | –           |
| 2013     | 11"54 | Łódź         | 26-7-2013 | –           |
| 2012     | 11"97 | Chorzów      | 24-9-2012 | –           |

### 200 metri piani
| Stagione | Tempo | Luogo | Data      | Rank. Mond. |
| -------- | ----- | ----- | --------- | ----------- |
| 2014     | 23"88 | Baku  | 1-6-2014  | –           |
| 2013     | 23"92 | Łódź  | 27-7-2013 | –           |

## Palmarès
| Anno | Manifestazione      | Sede           | Evento      | Risultato  | Prestazione | Note                                     |
| ---- | ------------------- | -------------- | ----------- | ---------- | ----------- | ---------------------------------------- |
| 2014 | Mondiali juniores   | Eugene         | 100 m piani | 6ª         | 11"59       |                                          |
| 2014 | Mondiali juniores   | Eugene         | 200 m piani | Batteria   | dnf         |                                          |
| 2014 | Mondiali juniores   | Eugene         | 4×100 m     | Batteria   | dnf         |                                          |
| 2014 | Olimpiadi giovanili | Nanchino       | 100 m piani | Finale     | dq          |                                          |
| 2015 | Europei indoor      | Praga          | 60 m piani  | 8ª         | 7"20        | Miglior prestazione nazionale under 20   |
| 2015 | Europei juniores    | Eskilstuna     | 100 m piani | Oro        | 11"52       |                                          |
| 2015 | Europei juniores    | Eskilstuna     | 4×100 m     | Argento    | 45"28       |                                          |
| 2016 | Europei             | Amsterdam      | 4×100 m     | 7ª         | 43"24       |                                          |
| 2016 | Mondiali U20        | Bydgoszcz      | 100 m piani | Argento    | 11"12       | Miglior prestazione nazionale under 20   |
| 2016 | Mondiali U20        | Bydgoszcz      | 4×100 m     | 4ª         | 44"81       |                                          |
| 2016 | Giochi olimpici     | Rio de Janeiro | 100 m piani | Semifinale | 11"18       |                                          |
| 2016 | Giochi olimpici     | Rio de Janeiro | 4×100 m     | Batteria   | 43"23       |                                          |
| 2017 | Europei indoor      | Belgrado       | 60 m piani  | Bronzo     | 7"10        | Miglior prestazione personale stagionale |
| 2017 | Europei U23         | Bydgoszcz      | 100 m piani | Oro        | 11"42       |                                          |
| 2017 | Europei U23         | Bydgoszcz      | 4×100 m     | 4ª         | 44"21       |                                          |
| 2017 | Mondiali            | Londra         | 100 m piani | Semifinale | 11"35       |                                          |
| 2018 | Mondiali indoor     | Birmingham     | 60 m piani  | Semifinale | 7"25        |                                          |
| 2018 | Europei             | Berlino        | 100 m piani | Semifinale | 11"30       |                                          |
| 2018 | Europei             | Berlino        | 4×100 m     | 6ª         | 43"34       |                                          |
| 2019 | Europei indoor      | Glasgow        | 60 m piani  | Oro        | 7"09        |                                          |
| 2019 | World Relays        | Yokohama       | 4×100 m     | Batteria   | dnf         |                                          |
| 2019 | Europei U23         | Gävle          | 100 m piani | Oro        | 11"15       | Miglior prestazione personale stagionale |
| 2019 | Europei U23         | Gävle          | 4×100 m     | Bronzo     | 44"08       |                                          |
| 2019 | Mondiali            | Doha           | 100 m piani | Semifinale | 11"27       |                                          |
| 2022 | Mondiali indoor     | Belgrado       | 60 m piani  | 4ª         | 7"04        |                                          |
| 2022 | Mondiali            | Eugene         | 100 m piani | Semifinale | 11"08       |                                          |
| 2022 | Mondiali            | Eugene         | 4×100 m     | Batteria   | 43"19       | Miglior prestazione personale stagionale |
| 2022 | Europei             | Monaco         | 100 m piani | 4ª         | 11"18       |                                          |
| 2022 | Europei             | Monaco         | 4×100 m     | Argento    | 42"61       | Record nazionale                         |
| 2023 | Europei indoor      | Istanbul       | 60 m piani  | Argento    | 7"09        | =                                        |
| 2023 | Giochi europei      | Chorzów        | 100 m piani | Oro        | 11"09       | [ 1 ]                                    |
| 2023 | Giochi europei      | Chorzów        | 4×100 m     | Argento    | 42"97       | [ 1 ]                                    |
| 2023 | Giochi europei      | Chorzów        | A squadre   | Argento    | 402,5 p.    | [ 1 ]                                    |
| 2023 | Mondiali            | Budapest       | 100 m piani | 6ª         | 10"97       | Miglior prestazione personale            |
| 2023 | Mondiali            | Budapest       | 4x100 m     | 5ª         | 42"66       |                                          |
| 2024 | Mondiali indoor     | Glasgow        | 60 m piani  | Argento    | 7"00        |                                          |
| 2024 | World Relays        | Nassau         | 4x100 m     | Finale     | dnf         |                                          |
| 2024 | Europei             | Roma           | 100 m piani | Argento    | 11"03       |                                          |
| 2024 | Europei             | Roma           | 4x100 m     | Finale     | dnf         |                                          |
| 2024 | Giochi olimpici     | Parigi         | 100 m piani | Semifinale | 11"08       |                                          |
| 2024 | Giochi olimpici     | Parigi         | 4×100 m     | Batteria   | 42"86       |                                          |
| 2025 | Europei indoor      | Apeldoorn      | 60 m piani  | 4ª         | 7"07        | Miglior prestazione personale stagionale |
| 2025 | Mondiali indoor     | Nanchino       | 60 m piani  | 4ª         | 7"09        |                                          |

## Altre competizioni internazionali
2019
- Campionati europei a squadre di atletica leggera ( Bydgoszcz)

2025
- Argento ai Campionati europei a squadre di atletica leggera ( Madrid), 100 m piani - 11"13